# Планета (музей)
Минералогический музей «Планета» (Музей «Планета») — первый в России минералогический музей частных коллекций. Организатором и директором музея является его владелец, предприниматель и коллекционер Вячеслав Александрович Медведев. В музее представлено около 5 000 экспонатов со всего мира: природные кристаллы и другие формы минералов, изделия из камня, драгоценные камни, метеориты.

## О музее
20 декабря 2020 года состоялся технический запуск музея, а 21 января 2021 года прошло полноценное открытие для посетителей.
Общая площадь музея составляет 806,46 квадратных метров, представлено собрание минералов 43 частных коллекционеров. Свои минералогические коллекции предоставили: Фират Нурмухаметов (участник экспедиции, в рамках которой был обнаружен минерал райизит), Владимир Пелепенко (создатель Уральского минералогического музея), Георгий Корендясев и другие.
2 апреля 2023 года, в День геолога, состоялось открытие зала с флюоресцирующими экспонатами.